# Fukaura
Fukaura (深浦町?) è una cittadina giapponese della prefettura di Aomori.